# Зоб Ахан
«Зоб Ахан» — иранский футбольный клуб, базирующийся в Исфахане. Команда играет в чемпионате Ирана. Спонсором команды, равно как и одноимённого баскетбольного клуба, является металлургическая компания Esfahan Steel Company.
Клуб основан в 1969 году. Наивысшим достижением является победа в кубке Ирана в 2003 и 2009 годах.

## История

### Ранние годы (1969—1980)
«Зоб Ахан» был основан в 1969 году Мохаммадом Али Тагизаде Фарахмандом. Клуб вступил в Кубок Тахт Джамшид (чемпионат Ирана 1973—1979 годов) в 1973 году и финишировал на десятом месте. В 1976 году клуб вышел в четвертьфинал кубка Ирана. Лучшим результатом в Тахт Джамшида было восьмое место в 1977/78 сезоне. «Зоб Ахан» усилил свою команду, купив 14 игроков у другого исфаханского клуба, «Сепахан».

### Лига Азадеган (1980—2001)
Команда принимала участие в высшем дивизионе системы лиг Ирана с 1973 года, только в 1995 году «Зоб Ахан» играл во втором дивизионе. После исламской революции 1979 года чемпионат был приостановлен в связи с ирано-иракской войной. После окончания войны лига начали возобновилась под названием Азадеган. «Зоб Ахан» принял участие в новой лиге.

### Про-лига (2001—н.в.)
«Зоб Ахан» в настоящее время играет в Иранской Про-лиге, начиная с 2001 года. Первым существенным достижением клуба стало завоевание кубка Ирана в 2003 году, после победы в финале над ширазским «Фаджр Сепаси». Это достижение было повторено через шесть лет, в 2008/09 сезоне, когда был побеждён «Рах Ахан». Клуб дебютировал в Лиге чемпионов АФК в 2004 году как победитель национального кубка, но вылетел в групповом раунде.
В сезоне 2008/09 клуб мог выиграть свой первый в истории чемпионский титул, но проиграл по дополнительным показателям «Эстеглялю». В сезоне 2009/10 «Зоб Ахан» в очередной раз был одним из претендентов на титул, не опускаясь ниже четвёртого места на протяжении всего сезона. Однако, в конце концов, клубу снова пришлось довольствоваться вторым местом, «Зоб Ахан» на шесть очков отстал от принципиального соперника, «Сепахана». Клуб также неожиданно вылетел из кубка после поражения в полуфинале со счётом 0:2 от представителя второго дивизиона, «Гостареш Фулад». В 2010 году клуб дошёл до финала Лиги чемпионов АФК, где уступил южнокорейскому «Соннам Ильхва Чунма» со счётом 3:1.

## Собственники
Владельцем «Зоб Ахан» является «Isfahan Steel Company», она же «Zob Ahan-e Esfahan». Компания открылась в конце 1960 года и является одним из ведущих иранских производителей стали. Она базируется недалеко от городов Фуладшехр и Зерриншехр, остан Исфахан. «Zob Ahan-e Esfahan» участвовала в переходе от преимущественно аграрной экономики к индустриализации дореволюционного правительства Амира-Аббаса Говейды.